# Lagoptera javanica
Lagoptera javanica är en fjärilsart som beskrevs av M.Gaede 1917. Lagoptera javanica ingår i släktet Lagoptera och familjen nattflyn. Inga underarter finns listade i Catalogue of Life.